# Mort au sang donneur
Pour plus de détails, voir Fiche technique et Distribution.
Mort au sang donneur (Bloedverwanten) est un film néerlandais réalisé par Wim Lindner, sorti en 1977.

## Fiche technique
- Titre : Mort au sang donneur
- Titre original : Bloedverwanten
- Réalisation : Wim Lindner
- Scénario : John Brason, d'après une histoire de Belcampo
- Photographie : Walter Bal
- Musique de Jean-Manuel De Scarano
- Montage : Robert Krüger
- Son : Tom van Helden
- Cémara : Pascal Gennesseaux
- Assistant-réalisateur : Daniel Janneau
- Durée : 97 min
- Format : couleur
- Genre : comédie horrifique
- Durée : 90 min
- Date de sortie : 1977

## Distribution
- Sophie Deschamps : Maria
- Maxim Hamel : Docteur Julius Steiger
- Ralph Arliss : Peter Steiger
- Grégoire Aslan : Rudolphe De Guys
- Eric Beekes : Jason
- Ronny Bierman : Olive
- Eddie Constantine : le prêtre
- Robert Dalban : M. Zandvoort
- Frits Emmerik : le vampire
- Simone Ettekoven : Lydia Martin
- Jacqueline Huet : la religieuse
- Wim Kouwenhoven : Claude Martin
- Huib Rooymans : Hugo
- Will Van Selst : Docteur Liedke
- Elly Van Stekelenburg : Gertrud Cornelius
- Gerard Westenburg : Harry